# 2009 у Тернопільській області
| Роки в Тернопільській області: ← · 2000 · 2001 · 2002 · 2003 · 2004 · 2005 · 2006 · 2007 · 2008 · 2009 · 2010 · 2011 · 2012 · 2013 · 2014 · 2015 · 2016 · 2017 · 2018 · 2019 · 2020 · 2021 · 2022 · 2023 · 2024 · 2025 Див. також: XIX століття · XX століття |

## Міста-ювіляри
- 860 років (1149) з часу першої письмової згадки про м. Шумськ.
- 10 років (1999) з часу надання м. Шумськ статусу міста.

## Річниці

### Річниці заснування, утворення
- 390 років тому (1619) надруковано книгу «Євангеліє учительне».
- 190 років тому (1819) засновано Кременецький ліцей.
- 70 років тому (1939) засновано «Тернопільський комбайновий завод».
- 28 лютого — 25 років тому створено Тернопільську обласну організацію Національної спілки письменників України (1984)
- 31 травня — 40 років із дня відкриття етнографічно-меморіального музею Володимира Гнатюка в с. Велесневі Монастириського району (1969)
- 7 червня — 90 років із часу Чортківської офензиви (7–28.06.1919)
- 24 червня — 25 років із часу відкриття Бережанського музею книги (1984)
- 18 серпня — 360 років із дня битви та укладення мирного договору під Зборовом (1649)
- 3 жовтня — 70 років тому вийшов перший номер газети «Вільне життя» (1939)
- 29 жовтня — 70 років тому засновано Державний архів Тернопільської області (1939)
- 15 листопада — 70 років тому засновано Тернопільську обласну універсальну наукову бібліотеку (1939)
- 4 грудня — 70 років тому створено Тернопільську область (1939)
- 19 грудня — 70 років тому засновано Тернопільську обласну філармонію (1939)
- 19 грудня — 70 років тому засновано Тернопільський обласний методичний центр народної творчості (1939)

### Річниці від дня народження
- 1 січня — 80 років від дня народження українського художника, громадського діяча Ярослава Омеляна (нар. 1929)
- 28 січня — 90 років від дня народження українського драматурга, театрознавця Олекси Корнієнка (1919—2003).
- 28 лютого — 120 років від дня народження українського військового і громадсько-політичного діяча, редактора Павла Шандрука (1889—1979).
- 10 березня — 70 років від дня народження українського актора, режисера, сценариста, громадського діяча Ореста Савки (1939).
- 24 березня — 140 років від дня народження української письменниці, журналістки, видавця, суспільно-політичної і громадсько-культурної діячки Олени Кисілевської (Сіменович) (1869—1956).
- 28 березня — 120 років від дня народження української вишивальниці Ганни Герасимович (1889—1974).
- 12 квітня — 80 років від дня народження українського літературознавця, критика Осипа Петраша (нар. 1929).
- 21 травня — 120 років від дня народження українського вченого-математика, філософа, педагога Мирона Зарицького (1889—1961).
- 13 червня — 100 років від дня народження українського оперного і камерного співака, педагога, громадського діяча Мирослава Скали-Старицького (1909—1969).
- 25 червня — 90 років від дня народження українського літературознавця, публіциста, редактора Володимира Жили (1919—2004).
- 12 липня — 130 років від дня народження українського правника, громадсько-політичного і державного діяча, літератора, публіциста Володимира Темницького (1879—1938).
- 19 липня — 60 років від дня народження українського письменника Богдана Бастюка (1949—2014).
- 20 липня — 60 років від дня народження українського журналіста, редактора, педагога, спортивного діяча Петра Федоришина (нар. 1949).
- 27 липня — 80 років від дня народження українського поета, лауреата Національної премії України імені Т. Шевченка Івана Гнатюка (1929—2005).
- 26 серпня — 60 років від дня народження українського письменника, критика, культуролога, народознавця, громадського діяча Богдана Чепурка (нар. 1949).
- 4 вересня — 200 років від дня народження польського поета і драматурга, одного з творців польської літературної мови Юліуша Словацького (1809—1849).
- 26 вересня — 90 років від дня народження українського актора, співака, діяча культури, публіциста Олександра Гринька (нар. 1919).
- 6 листопада — 80 років від дня народження українського літературознавця, краєзнавця, історика Дмитра Чернихівського (1929—2011).

## Події
- 16 квітня — відкрито сайт газети «Вільне життя плюс».
- 17 червня — постановою Тернопільської обласної ради с. Валигори Кременецького району перейменовано у Валігури[1].

## Померли
- 13 травня — український хоровий диригент хоровий диригент Зиновій-Богдан Антків.
- 23 травня — українська громадська діячка, педагог у Австралії Катерина Боднарук.